# Johann Georg Franck

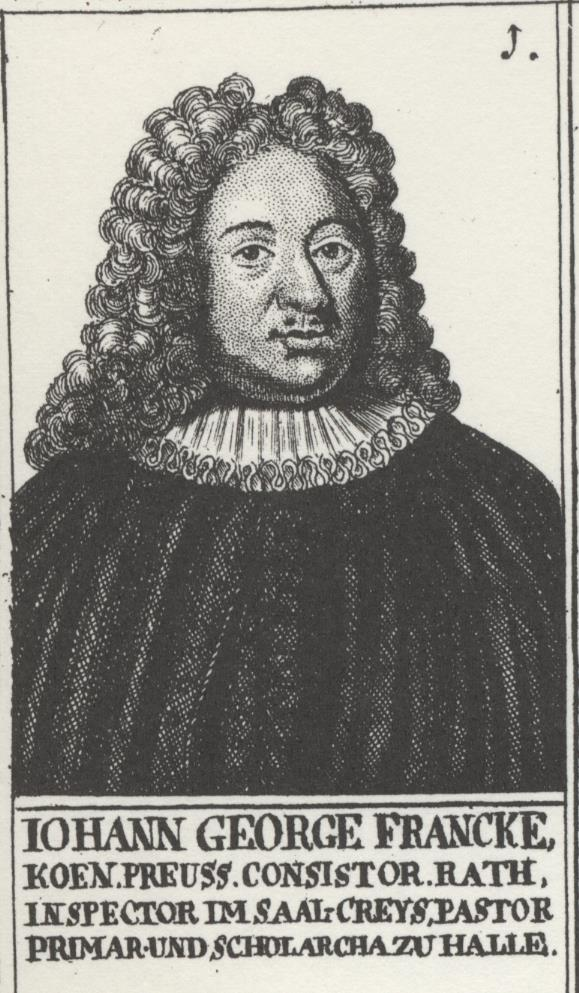
Bildnis von Johann Georg Franck aus Johann Christoph von Dreyhaupts Pagus Neletizi et Nudzici. 2. Teil, Band 2 (1749/50)

Johann Georg Franck, auch Francke, (* 19. Januar 1669 in Kühren; † 29. Januar 1747 in Halle (Saale)) war ein deutscher evangelischer Theologe und Lehrer. Franck war königlich preußischer Konsistorialrat und Oberpfarrer an der Marktkirche Unser Lieben Frauen in Halle.

## Leben
Johann Georg Franck wurde als Sohn eines Predigers geboren. Sein gleichnamiger Vater wurde kurz nach der Geburt des Sohnes Diakon, seit 1678 Archidiakon, an der Stadtkirche in Eilenburg. Franck erhielt zunächst Hausunterricht und besuchte die Schule in Eilenburg. 1682 ging er auf das Gymnasium in Gera und 1685 auf das Elisabet-Gymnasium in Breslau. Dort war er Schüler von Martin Hanke und Christian Gryphius.
1686 begann er ein Studium an der Universität Leipzig. Eine Tochter von Christian Lorentz von Adlershelm gewährte Franck in Leipzig für die gesamte Dauer des Studiums einen Freitisch, aus Dank, da sein Vater sie in ihrer Jugend unterrichtet hatte. Er studierte zunächst Philosophie und orientalischen Sprachen. Mit seiner Disputation De Urnis Feralibus erlangte er Anfang 1689 unter Valentin Alberti den Magistertitel. Er studierte nun Theologie und besuchte Vorlesungen von Johann Benedict Carpzov, Johannes Olearius, Thomas Ittig und Adam Rechenberg. Franck habilitierte sich an der Leipziger Universität mit der Disputation De Impositione Nominum und begann sofort selbst theologische Vorlesungen zu halten. Er wurde als Mitglied in das Große Predigerkolleg in Leipzig aufgenommen.
Völlig unerwartet erhielt er eine Einladung zu einer Gastpredigt an die Marktkirche Unser Lieben Frauen nach Halle. Im Juni 1692 wurde Franck Adjunkt an der halleschen Marktkirche, ein Amt, das er 17 Jahre ausübte. 1709 wurde er Diakon und 1716 Archidiakon. 1722 berief man Franck zum Inspektor des Stadtministeriums und des Saalkreises sowie zum Scholarch am lutherischen Stadtgymnasium in Halle. Am 30. Oktober 1722, nach dem Tod von Johann Michael Heineccius, wurde er zum Oberpfarrer an der Marktkirche Unser Lieben Frauen in Halle ernannt. Wenige Tage später, am 7. November 1722, verlieh ihm König Friedrich Wilhelm I. von Preußen den Charakter eines Konsistorialrates. Im Juli 1742 feierte er sein 50-jähriges Lehrerjubiläum. Bei einem Treppensturz im gleichen Jahr verletzte er sich schwer, konnte aber bald wieder sein Pfarramt ausüben.
Johann Georg Franck starb am 29. Januar 1747, im Alter von 78 Jahren, in Halle. Noch wenige Tage zuvor hatte er seine letzte Predigt gehalten. Franck war seit 1692 mit Klara Elisabeth, der Tochter des sächsischen Kammermeisters und Pfänners aus Halle Otto Heinrich Mylius verheiratet. Das Paar hatte sieben Kinder, fünf Söhne und zwei Töchter. Die älteste Tochter Christine Elisabeth heiratete den Juristen Johann Friedemann Schneider, ihre jüngere Schwester Johanna Elisabeth den Philosophen Johann Friedrich Stiebritz.
Franck hinterließ zahlreiche Schriften, neben seinen universitären Werken vor allen Predigten und Leichenpredigten.

## Veröffentlichungen (Auswahl)
- De Urnis Feralibus. Leipzig 1688. (Digitalisat.)
- De Impositione Nominum. Leipzig 1689. (Digitalisat.)
- Der durch den Todestag verbesserte Geburthstag. Halle 1703.
- Bey dem Hochansehnlichen Leichbegängnüß Des Hochwohlgebohrnen Herrn Heinrich Christian von Ende. Halle 1710.
- Einen rechtschaffenen Knecht und Haußhalter Gottes. Leichenpredigt auf Johann Michael Heineccius. Halle 1722.
- Einen treuen Lehrer der Kirche. Leichenpredigt für August Hermann Francke. Halle 1727. (Digitalisat.)
- Die durch Christum denen Menschen erworbene Seligkeit. Gedächtnispredigt auf Friedrich Wilhelm Herold, Oberbürgermeister von Halle Halle 1738.
- Der, menschlichen Urtheil nach, frühzeitige Todt der Gerechten Ward. (Digitalisat.)
- Das Wunder göttlicher Gnade, welches der Herr am Grünen Donnerstag 1541 dieser Stadt Halle durch Justus Jonas. Halle 1741.
- Ein christlicher Medicus als ein Ehrwürdiger Medicus. Trauerrede auf Friedrich Hoffmann. Halle 1743.